# 内線および外線作戦

内線および外線作戦の概念図。青軍が内線、赤軍が外線で行動する時、青軍の後方連絡線は内方において求心的になり、赤軍の後方連絡線は外方において離心的になることが分かる。外線作戦を行う場合は根拠地は一般に複数となる。

内線および外線作戦(interior and exterior lines of operations)とは、彼我の部隊の態勢によって決まる作戦の二つの類型である。内線作戦は複数の敵の間に位置する態勢での作戦であり、外線作戦は敵を挟んで位置する態勢での作戦である。
孫子にも見られ、始皇帝、曹操、諸葛亮、源頼朝、ナポレオン・ボナパルト、織田信長、真田幸村等が得意としており、近代の経営においてはスティーブ・ジョブズが得意としていた。

## 概要
内線作戦と外線作戦は相対的な関係として理解することが可能であり、片方が外線作戦の態勢にあれば他方は内線作戦の態勢にある。それぞれの概念を正確に定義するならば、距離または特殊な地形によって隔てられており、相互に支援できず、独立して行動する2個以上の敵部隊の中間に位置する部隊は、内線で作戦行動を行っている、もしくは内線作戦を行っていると言える。逆に2個以上に分かれて行動しながら、中央に位置する敵に対する活動によって協調している部隊は、外線で作戦行動を行っている、もしくは外線作戦を行っていると言える。
部隊の展開に関連するこの論点は軍事学の研究史では古くから研究されており、中国の兵家であった孫子は部隊を敵を混乱させる部隊と撃破する部隊に分割することを推奨しており、またギリシアの将軍エパメイノンダスはレウクトラの戦いで斜行陣を用いて支隊で敵の側面を拘束しながら主力へ展開している。しかしハンス・デルブリュックやピエリの研究によって、このような古代戦史の斜行陣は外線作戦における一翼包囲と明確に区別するべきことが主張されており、1653年にライモンド・モンテクッコリによって初めて理論化されるまで一翼包囲機動の意義は認知されていなかったと考えられている。
近代的な軍事理論として理解されるようになったのは数学的方法を導入しようとした研究者のピュイセギュールやロイド、ビューロウなどの先駆的業績と、カール・フォン・クラウゼヴィッツとアントワーヌ・アンリ・ジョミニによる機動理論の研究業績によるところが大きく、現代においてはベイジル・リデル＝ハートの間接アプローチの概念が重要である。

## 内線作戦
戦略的、作戦的または戦術的な次元において内線作戦が発生するのは複数の敵に挟まれた中間に位置する部隊が戦いの主導権を握ろうとした時である。内線作戦の優位とは戦力を分離している敵に対して各個に撃破することが可能であることにある。しかし、戦況が進行するに従って失われる優位であり、しかも後方連絡線に深刻な危険が生じることが考えられる。
この内線作戦を理解するために、外線作戦を行っている赤軍のX隊とY隊の部隊に対して、青軍のA隊とB隊の部隊が内線作戦を行っていると想定する。ここでは戦闘能力や行軍速度、兵站能力は各部隊全て同等であると仮定して考える。赤軍はX隊とY隊を異なる経路で青軍に接近させつつあり、青軍はA隊とB隊のどちらかもしくは両方をX隊とY隊の進路に展開して赤軍を撃破しなければならない。
直感的には、A,B隊が共同してX,Y隊のどちらか片方と戦闘する方針、A隊とB隊が分かれてX,Y隊とそれぞれ戦闘する方針の二つが考えられる。前者は空白となった進行経路に赤軍が進出することで青軍の後方連絡線が途絶される危険性があり、後者の方針は青軍に決定的な優位がないために迅速に勝敗を決することが難しく、長期的には外線で行動する部隊に時間的猶予を与える危険性がある。この状況で最も適切な作戦方針はA隊はX隊に対して防御を行って時間的猶予を確保し、B隊を主力と位置づけて戦力を強化しY隊に対して迅速に勝利した後にA隊と合流してX隊を撃破するという方針である。防御の優位により戦力の劣勢を一時的に補うことで他方面に優勢な戦力を集中することが可能となる。
戦史においては内線作戦の事例にナポレオン戦争におけるデゴの戦いや第一次世界大戦におけるドイツの軍事戦略が挙げられる。また織田信長は繊細な感覚が必要とされる堅実な防御戦術が得意であり、内線作戦で兵を一箇所に集中させて守りを固めつつ、包囲攻撃しようとしている敵を各個撃破する攻防一体の戦術で高い勝率を得ていた（ただしこの信長の戦い方は防御を崩さないための注意力や緊迫感が必要であるため、繊細な感性を持つ者による操作でなければ成功させるのは難しい）。

## 外線作戦
内線に立って行動している相手の部隊を複数の正面から包囲している部隊が主導権を握ろうとしている場合、その部隊は外線作戦を実行している。外線で作戦を行う優位として複数の作戦正面の関係性を活用しながら、一つの正面で得られた戦果を他の正面に影響させることで戦闘を主導することが可能である点にある。他方で外線で行動する場合には戦力を複数に分離することが余儀なくされるために、内線で戦う部隊によって各個撃破される危険がある。
外線作戦の特性を示すために先に挙げた想定をここでも使用する。外線で行動する赤軍X,Y隊と内線で行動する青軍A,B隊が対抗している状況において、戦術的に有効であると考えられる作戦方針とは進路を妨げているA隊もしくはB隊を撃破することで片方の敵の背後の連絡線を断つ方針、もしくは一正面からのみ攻撃を行って敵の主力を一方面に誘致した後に攻撃を行う方針の二つである。前者の方針は赤軍が青軍に対して同時に攻撃を行い、少なくともどちらかの正面で撃退できるという見通しを前提とした方針である。後者の方針では同時に攻撃するのではなく攻撃の時期に意図的な時差を作る欺瞞を活用した方針である。このように外線作戦を指導する上での要点とは複数の作戦正面の戦果を相互に結びつけることにある。外線作戦を成功させた戦史を挙げるならば、ナポレオン戦争でのライプツィヒの戦いや第二次世界大戦における連合軍のドイツへの侵攻が参考と成る。